# Кимовск
Кимовск (рус. Кимовск) град је у Русији у Тулској области. Према попису становништва из 2010. у граду је живело 28485 становника.

## Становништво
| 1959.  | 1970.  | 1979.  | 1989.  | 2002.  | 2010.  |
| ------ | ------ | ------ | ------ | ------ | ------ |
| 39.490 | 44.490 | 42.057 | 38.294 | 33.169 | 28.485 |